# Rekonstrúktor (Rostov)
|  | Per a altres significats, vegeu «Rekonstrúktor». |

Rekonstrúktor (en rus: Реконструктор) és un poble (un possiólok) de l'óblast de Rostov, a Rússia, que en el cens del 2010 tenia 1.682 habitants, pertany al districte d'Aksai.